# Salvia sclareopsis
Salvia sclareopsis là một loài thực vật có hoa trong họ Hoa môi. Loài này được Bornm. ex Hedge miêu tả khoa học đầu tiên năm 1982.